# Tajfalowie
Tajfalowie – plemię wschodniogermańskie, odłam Gotów zasiedlający od końca III w. n.e. ziemie na zachód od Dniestru, na terenach obecnej Mołdawii, 
Rumunii i Siedmiogrodu, w sąsiedztwie terytorium zajmowanego przez Wizygotów. Słynęli z wielkich umiejętności jeździeckich.

## Źródła historyczne
O Tajfalach pisał m.in. święty Ambroży biskup Mediolanu, tak podsumowując sytuację Rzymu po bitwie pod Adrianopolem (378):
„Hunowie podnieśli się przeciw Alanom, Alanowie przeciw Gotom, Goci przeciw Tajfalom i Sarmatom […], i to jeszcze nie koniec. Wszędzie głód, pomór wśród zwierząt i ludzi, […] Widać, że stoimy przed końcem świata”.